# Акети
Аке́ти (фр. Aketi, лингала Akétí) — город и территория в провинции Нижнее Уэле, Демократическая Республика Конго. Расположен на высоте 419 м над уровнем моря.
В 2010 году население города по оценкам составляло 40 507 человек. Большинство населения говорит на языке лингала. В городе есть аэропорт и железнодорожная станция.